# DSM (企業)

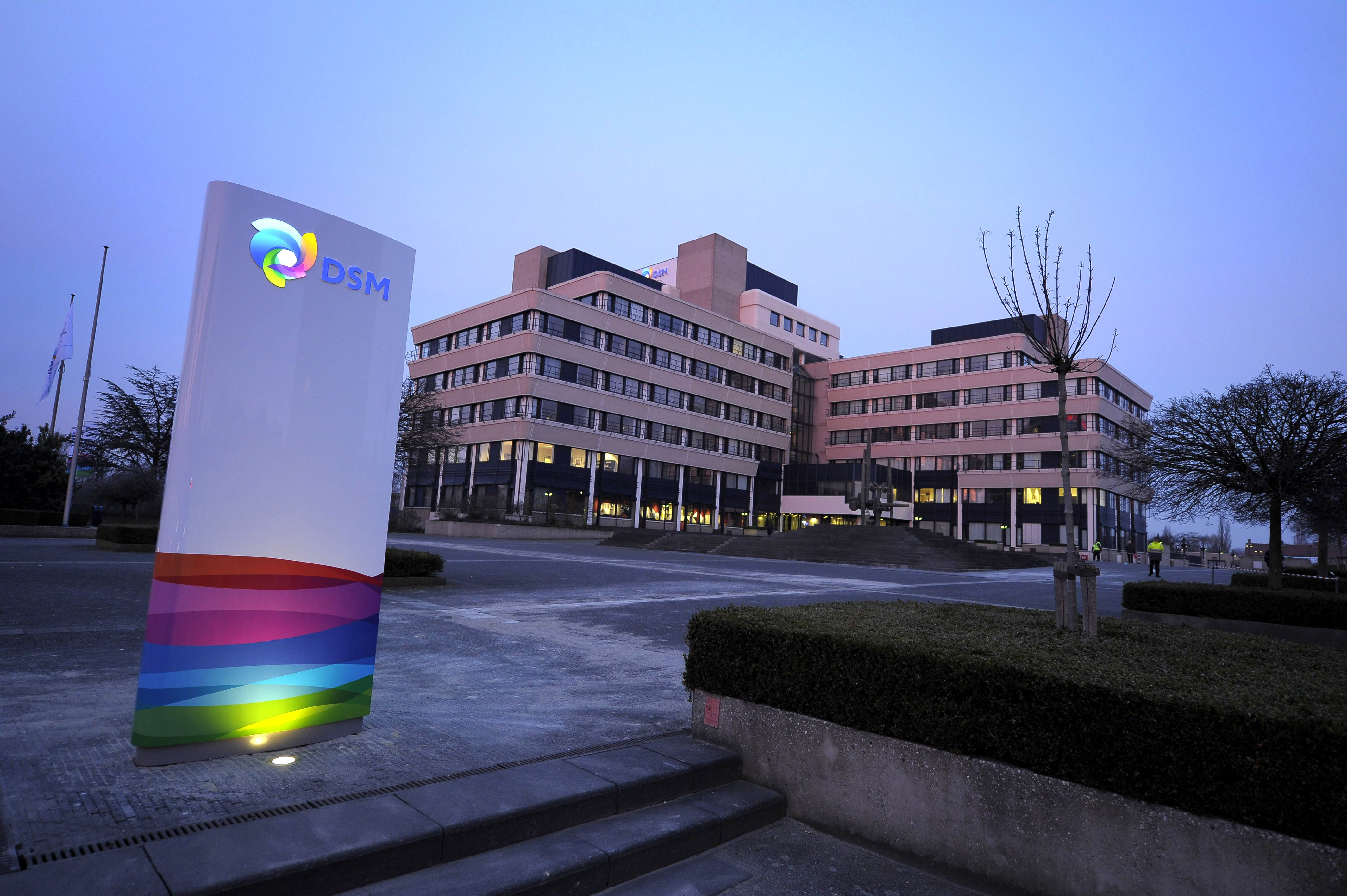
DSM本社

DSM（オランダ語: Koninklijke DSM N.V.）は、オランダに本社を置く化学企業。オランダ政府が経営する炭鉱会社として設立されたが、1929年に化学事業（化学肥料事業）へ進出し、現在ではライフサイエンス分野まで手掛ける総合化学メーカーへと転換している。1996年に完全民営化した。

## 沿革
- 1902年 - オランダ政府がオランダ国営炭鉱 (Dutch State Mines) を設立。
- 1919年 - コークス炉ガスを利用した肥料の製造を開始。
- 1952年 - カプロラクタムの製造を開始。
- 1959年 - ポリエチレンの製造を開始。
- 1973年 - 保有する炭鉱を完全閉鎖。
- 1989年 - オランダ政府が保有株式の70%を放出。
- 1990年 - Stanyl（ポリアミド46）の製造を開始。
- 1996年 - オランダ政府が保有株式の全てを放出。
- 1998年 - Gist-Brocades を買収。
- 2000年 - Catalytica Pharmaceuticalsを買収。
- 2002年 - 石油化学事業をサウジ基礎産業公社に売却。
- 2003年 - ロシュよりビタミン事業等を買収。
- 2015年 - カプロラクタム事業をCVC Capital Partnersと設立するJVへ移管。

## 事業内容
ヘールレン市にて採炭を行う国営企業として設立されたが、1900年代初頭より化学肥料の製造を開始し、その後、カプロラクタム系製品やポリエチレン等のバルクケミカル事業へ進出する一方で、1973年に炭鉱を完全閉鎖、化学会社への転換を果たした（日本の宇部興産に類似）。その後、ライフサイエンス分野（ビタミン・カロテノイド）を買収する一方で石油化学事業の売却を行う。近年は、先端技術を有する各国のベンチャー企業への投資事業も行っている。
最高経営責任者のFeike Sijbesmaは被買収企業であるGist-Brocades出身の企業経営者。オランダ銀行監査役やCEFIC（欧州化学工業連盟）ボードメンバーを務める。

## 日本におけるDSM
日本法人「DSM株式会社」は、東京（芝公園）にオフィスを持ち、日本における事業統括および健康・機能性食品・飲料と動物飼料用ビタミン、カロテノイド、化粧品原料の販売を行っている。エンジニアリング・プラスチックス分野については、別法人「ディーエスエムジャパンエンジニアリングプラスチックス株式会社」（法人登記はカタカナ表記）があり、自動車及び電気電子用途としての高機能樹脂の開発・生産・販売を行っている。

## 主な製品
- カプロラクタム
- 硫酸アンモニウム
- ポリアミド
- アクリロニトリル
- ポリエチレン
- ポリエステル
- バイオエタノール
- ビタミン
- カロテノイド
- Fruitflow